# 480 km Silverstona 1990
480 km Silverstona 1990 je bila tretja dirka Svetovnega prvenstva športnih dirkalnikov v sezoni 1990. Odvijala se je 20. maja 1990.

## Rezultati
| Poz    | Razred | Št | Moštvo                           | Dirkači                              | Šasija                                    | Gume | Krogi |
| Poz    | Razred | Št | Moštvo                           | Dirkači                              | Motor                                     | Gume | Krogi |
| ------ | ------ | -- | -------------------------------- | ------------------------------------ | ----------------------------------------- | ---- | ----- |
| 1      | C      | 3  | Silk Cut Jaguar                  | Martin Brundle Alain Ferté           | Jaguar XJR-11                             | G    | 101   |
| 1      | C      | 3  | Silk Cut Jaguar                  | Martin Brundle Alain Ferté           | Jaguar JV6 3.5L Turbo V6                  | G    | 101   |
| 2      | C      | 4  | Silk Cut Jaguar                  | Andy Wallace Jan Lammers             | Jaguar XJR-11                             | G    | 100   |
| 2      | C      | 4  | Silk Cut Jaguar                  | Andy Wallace Jan Lammers             | Jaguar JV6 3.5L Turbo V6                  | G    | 100   |
| 3      | C      | 21 | Spice Engineering                | Bruno Giacomelli Fermín Vélez        | Spice SE90C                               | G    | 100   |
| 3      | C      | 21 | Spice Engineering                | Bruno Giacomelli Fermín Vélez        | Ford Cosworth DFR 3.5L V8                 | G    | 100   |
| 4      | C      | 7  | Joest Porsche Racing             | Bob Wollek Frank Jelinski            | Porsche 962C                              | M    | 99    |
| 4      | C      | 7  | Joest Porsche Racing             | Bob Wollek Frank Jelinski            | Porsche Type-935 3.2L Turbo Flat-6        | M    | 99    |
| 5      | C      | 10 | Porsche Kremer Racing            | Bernd Schneider Steven Andskär       | Porsche 962CK6                            | Y    | 98    |
| 5      | C      | 10 | Porsche Kremer Racing            | Bernd Schneider Steven Andskär       | Porsche Type-935 3.0L Turbo Flat-6        | Y    | 98    |
| 6      | C      | 15 | Brun Motorsport                  | Oscar Larrauri Harald Huysman        | Porsche 962C                              | Y    | 97    |
| 6      | C      | 15 | Brun Motorsport                  | Oscar Larrauri Harald Huysman        | Porsche Type-935 3.0L Turbo Flat-6        | Y    | 97    |
| 7      | C      | 16 | Brun Motorsport                  | Walter Brun Jésus Pareja             | Porsche 962C                              | Y    | 97    |
| 7      | C      | 16 | Brun Motorsport                  | Walter Brun Jésus Pareja             | Porsche Type-935 3.0L Turbo Flat-6        | Y    | 97    |
| 8      | C      | 17 | Brun Motorsport                  | Bernard Santal Massimo Sigala        | Porsche 962C                              | Y    | 96    |
| 8      | C      | 17 | Brun Motorsport                  | Bernard Santal Massimo Sigala        | Porsche Type-935 3.0L Turbo Flat-6        | Y    | 96    |
| 9      | C      | 11 | Porsche Kremer Racing Convector  | Anthony Reid Eje Elgh                | Porsche 962CK6                            | Y    | 96    |
| 9      | C      | 11 | Porsche Kremer Racing Convector  | Anthony Reid Eje Elgh                | Porsche Type-935 3.0L Turbo Flat-6        | Y    | 96    |
| 10     | C      | 26 | Obermaier Racing                 | Harald Grohs Jürgen Oppermann        | Porsche 962C                              | G    | 96    |
| 10     | C      | 26 | Obermaier Racing                 | Harald Grohs Jürgen Oppermann        | Porsche Type-935 3.0L Turbo Flat-6        | G    | 96    |
| 11     | C      | 14 | Richard Lloyd Racing             | James Weaver Manuel Reuter           | Porsche 962C GTi                          | G    | 96    |
| 11     | C      | 14 | Richard Lloyd Racing             | James Weaver Manuel Reuter           | Porsche Type-935 3.0L Turbo Flat-6        | G    | 96    |
| 12     | C      | 36 | Toyota Team Tom's                | Geoff Lees John Watson               | Toyota 90C-V                              | B    | 95    |
| 12     | C      | 36 | Toyota Team Tom's                | Geoff Lees John Watson               | Toyota R36V 3.6L Turbo V8                 | B    | 95    |
| 13     | C      | 19 | Team Davey                       | Giovanni Lavaggi Tim Lee-Davey       | Porsche 962C                              | D    | 95    |
| 13     | C      | 19 | Team Davey                       | Giovanni Lavaggi Tim Lee-Davey       | Porsche Type-935 3.0L Turbo Flat-6        | D    | 95    |
| 14     | C      | 32 | Konrad Motorsport                | Franz Konrad Harri Toivonen          | Porsche 962C                              | G    | 93    |
| 14     | C      | 32 | Konrad Motorsport                | Franz Konrad Harri Toivonen          | Porsche Type-935 3.0L Turbo Flat-6        | G    | 93    |
| 15     | C      | 13 | Courage Compétition              | Pascal Fabre Michel Trollé           | Cougar C24S                               | G    | 93    |
| 15     | C      | 13 | Courage Compétition              | Pascal Fabre Michel Trollé           | Porsche Type-935 3.0L Turbo Flat-6        | G    | 93    |
| 16     | C      | 12 | Courage Compétition              | Bernard Thuner Costos Los            | Cougar C24S                               | G    | 92    |
| 16     | C      | 12 | Courage Compétition              | Bernard Thuner Costos Los            | Porsche Type-935 2.8L Turbo Flat-6        | G    | 92    |
| 17     | C      | 29 | Chamberlain Engineering          | Nick Adams Richard Piper             | Spice SE89C                               | G    | 90    |
| 17     | C      | 29 | Chamberlain Engineering          | Nick Adams Richard Piper             | Ford Cosworth DFZ 3.5L V8                 | G    | 90    |
| 18     | C      | 27 | Obermaier Racing                 | Otto Altenbach Jürgen Lässig         | Porsche 962C                              | G    | 88    |
| 18     | C      | 27 | Obermaier Racing                 | Otto Altenbach Jürgen Lässig         | Porsche Type-935 3.0L Turbo Flat-6        | G    | 88    |
| 19     | C      | 40 | The Berkeley Team London         | Ranieri Randaccio "Stingbrace"       | Spice SE89C                               | G    | 87    |
| 19     | C      | 40 | The Berkeley Team London         | Ranieri Randaccio "Stingbrace"       | Ford Cosworth DFZ 3.5L V8                 | G    | 87    |
| 20     | C      | 35 | Louis Descartes                  | François Migault Denis Morin         | ALD C289                                  | D    | 78    |
| 20     | C      | 35 | Louis Descartes                  | François Migault Denis Morin         | Ford Cosworth DFZ 3.5L V8                 | D    | 78    |
| 21 NC† | C      | 24 | Nissan Motorsports International | Mark Blundell Gianfranco Brancatelli | Nissan R90CK                              | D    | 99    |
| 21 NC† | C      | 24 | Nissan Motorsports International | Mark Blundell Gianfranco Brancatelli | Nissan VRH35Z 3.5L Turbo V8               | D    | 99    |
| 22 NC† | C      | 20 | Team Davey                       | Paul Scott Alfonso Toledano          | Porsche 962C                              | D    | 94    |
| 22 NC† | C      | 20 | Team Davey                       | Paul Scott Alfonso Toledano          | Porsche Type-935 2.8L Turbo Flat-6        | D    | 94    |
| 23 DNF | C      | 23 | Nissan Motorsports International | Kenny Acheson Julian Bailey          | Nissan R90CK                              | D    | 92    |
| 23 DNF | C      | 23 | Nissan Motorsports International | Kenny Acheson Julian Bailey          | Nissan VRH35Z 3.5L Turbo V8               | D    | 92    |
| 24 DNF | C      | 37 | Toyota Team Tom's                | Johnny Dumfries Hitoshi Ogawa        | Toyota 90C-V                              | B    | 92    |
| 24 DNF | C      | 37 | Toyota Team Tom's                | Johnny Dumfries Hitoshi Ogawa        | Toyota R36V 3.6L Turbo V8                 | B    | 92    |
| 25 DNF | C      | 8  | Joest Porsche Racing             | Tiff Needell Jonathan Palmer         | Porsche 962C                              | M    | 70    |
| 25 DNF | C      | 8  | Joest Porsche Racing             | Tiff Needell Jonathan Palmer         | Porsche Type-935 3.2L Turbo Flat-6        | M    | 70    |
| 26 DNF | C      | 22 | Spice Engineering                | Tim Harvey Wayne Taylor              | Spice SE90C                               | G    | 70    |
| 26 DNF | C      | 22 | Spice Engineering                | Tim Harvey Wayne Taylor              | Ford Cosworth DFR 3.5L V8                 | G    | 70    |
| 27 DNF | C      | 1  | Team Sauber Mercedes             | Jean-Louis Schlesser Mauro Baldi     | Mercedes-Benz C11                         | G    | 40    |
| 27 DNF | C      | 1  | Team Sauber Mercedes             | Jean-Louis Schlesser Mauro Baldi     | Mercedes-Benz M119 5.0L Turbo V8          | G    | 40    |
| 28 DNF | C      | 30 | GP Motorsport                    | Philippe de Henning Jari Nurminen    | Spice SE90C                               | D    | 35    |
| 28 DNF | C      | 30 | GP Motorsport                    | Philippe de Henning Jari Nurminen    | Ford Cosworth DFR 3.5L V8                 | D    | 35    |
| 29 DNF | C      | 28 | Chamberlain Engineering          | Cor Euser Mario Hytten               | Spice SE89C                               | G    | 32    |
| 29 DNF | C      | 28 | Chamberlain Engineering          | Cor Euser Mario Hytten               | Ford Cosworth DFZ 3.5L V8                 | G    | 32    |
| 30 DNF | C      | 31 | GP Motorsport                    | Dudley Wood Pasquale Barberio        | Spice SE87C                               | D    | 16    |
| 30 DNF | C      | 31 | GP Motorsport                    | Dudley Wood Pasquale Barberio        | Ford Cosworth DFZ 3.5L V8                 | D    | 16    |
| 31 DNF | C      | 9  | Joest Porsche Racing             | Stanley Dickens "John Winter"        | Porsche 962C                              | M    | 3     |
| 31 DNF | C      | 9  | Joest Porsche Racing             | Stanley Dickens "John Winter"        | Porsche Type-935 3.0L Turbo Flat-6        | M    | 3     |
| DNS    | C      | 33 | Konrad Motorsport Dauer Racing   | Henri Pescarolo Derek Bell           | Porsche 962C                              | BF   | -     |
| DNS    | C      | 33 | Konrad Motorsport Dauer Racing   | Henri Pescarolo Derek Bell           | Porsche Type-935 3.0L Turbo Flat-6        | BF   | -     |
| DNS    | C      | 39 | Swiss Team Salamin               | Luigi Taverna Antoine Salamin        | Porsche 962C                              | G    | -     |
| DNS    | C      | 39 | Swiss Team Salamin               | Luigi Taverna Antoine Salamin        | Porsche Type-935 3.0L Turbo Flat-6        | G    | -     |
| DNQ‡   | C      | 2  | Team Sauber Mercedes             | Jochen Mass Michael Schumacher       | Mercedes-Benz C11                         | G    | -     |
| DNQ‡   | C      | 2  | Team Sauber Mercedes             | Jochen Mass Michael Schumacher       | Mercedes-Benz M119 5.0L Turbo V8          | G    | -     |
| DNQ    | C      | 34 | Equipe Alméras Fréres            | Jacques Alméras Jean-Marie Alméras   | Porsche 962C                              | G    | -     |
| DNQ    | C      | 34 | Equipe Alméras Fréres            | Jacques Alméras Jean-Marie Alméras   | Porsche Type-935 2.8L Turbo Flat-6        | G    | -     |
| DNQ    | C      | 41 | Alba Formula Team                | Marco Brand                          | Alba AR20                                 | G    | -     |
| DNQ    | C      | 41 | Alba Formula Team                | Marco Brand                          | Subaru (Motori Moderni) 1235 3.5L Flat-12 | G    | -     |

- † - #24 Nissan Motorsports Intl. in #20 Team Davey so neuvrščeni, ker so predolgo peljali zadnji krog.
- ‡ - #2 Team Sauber Mercedes so zaradi zunanje pomoči črtali kvalifikacijske čase.

## Statistika
- Najboljši štartni položaj - #1 Team Sauber Mercedes - 1:12.073
- Najhitrejši krog - #1 Team Sauber Mercedes - 1:16.649
- Povprečna hitrost - 207.413km/h